# Galetti
La Galetti est une rivière de l'est de l'Éthiopie. C'est un affluent de la rivière Shebelle.